# 샌리 카즈웰

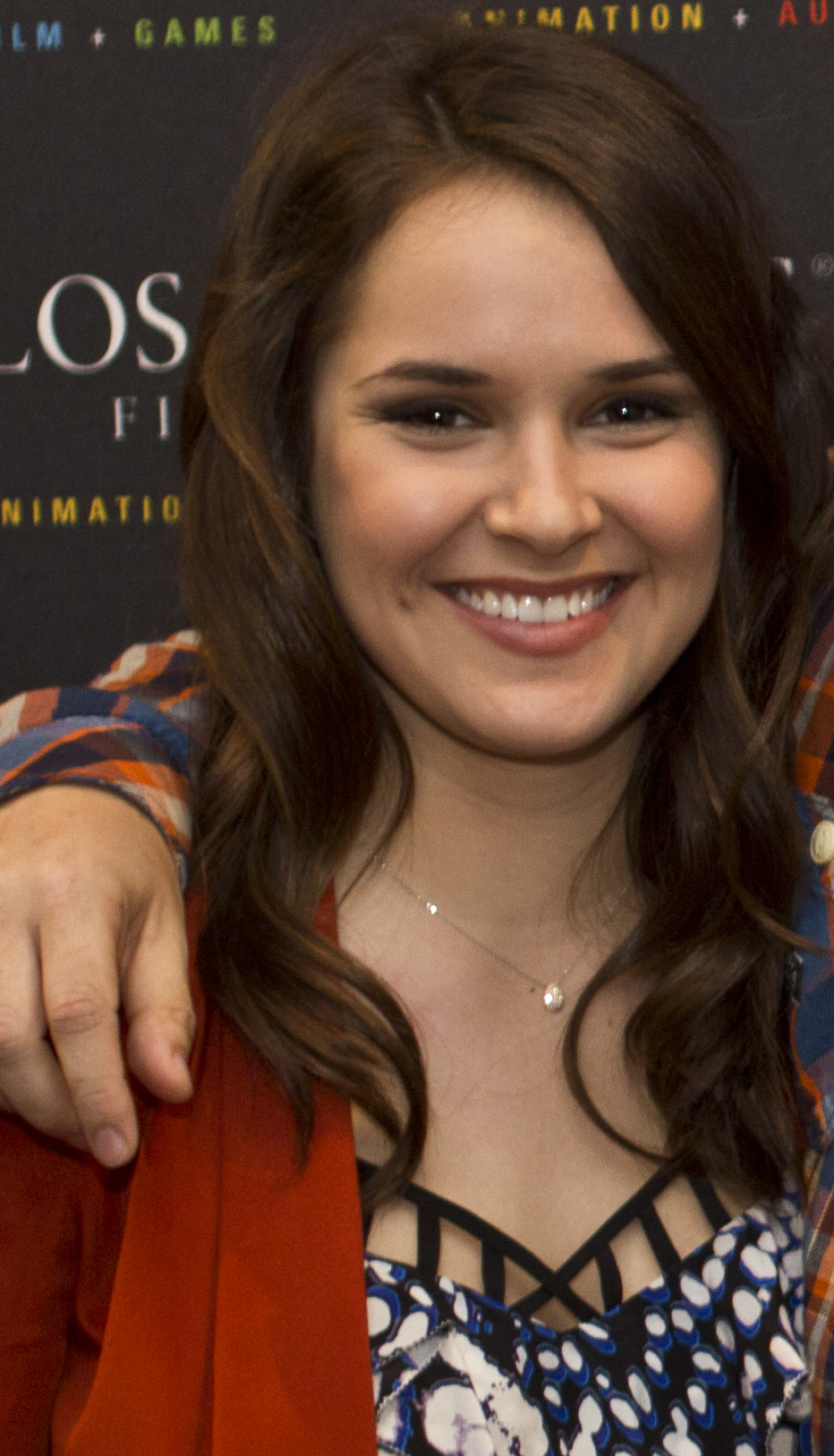

샌리 카즈웰(Shanley Caswell, 1991년 12월 3일 ~ )는 미국의 배우이다.
새러소타에서 태어났다.

## 영화
- 파티 크래셔 (2018년)
- 하이 스쿨 포제션 (2014년)
- Feels So Good (2013) - 브리타니 역
- 컨저링 (2013년) - 안드리아 페론 역
- 스노우 화이트: 어 데들리 썸머 (2012년) - 스노우 화이트 역
- 디텐션 (2011년)